# دحل العيطلي
دحل العيطلي هو أحد الدحول الواقعة جنوب الصمان في السعودية.